# Andrew Holness
Andrew Michael Holness (Spanish Town, 22 de julho de 1972) é um político jamaicano, atual primeiro-ministro da Jamaica desde 3 de março de 2016. Anteriormente, foi primeiro-ministro de 23 de outubro de 2011 a 5 de janeiro de 2012. Ele foi líder da oposição entre os anos de 2012 até 2016 quando ele pela segunda vez assumiu o cargo de primeiro-ministro.
Holness é a pessoa mais jovem a se tornar primeiro-ministro na história da Jamaica.
Em 2020, Holness foi reeleito para o cargo.